# Andrzej Piskulak
Andrzej Piskulak (ur. 23 maja 1959 w Kielcach) – polski dziennikarz, redaktor, publicysta, pisarz, autor tomików wierszy, powieści i dramatów, publikujący także pod pseudonimami i kryptonimami, m.in.: Apis, ap, pa, Krystyna Kowalska. Mieszka w Zagnańsku. Ukończył Technikum Mechaniczne w Kielcach w 1979 r. oraz Studium Zaoczne Oświaty i Kultury dla Dorosłych w Warszawie 1989 r. Aktualnie jest emerytem. 

## Kariera dziennikarska i literacka i praca zawodowa

### Kariera literacka
Jako poeta zadebiutował w – 1978 r. drukiem kolumny wierszy w miesięczniku społeczno-kulturalnym „Przemiany”. W latach 1980–1989 – był członkiem Korespondencyjnego Klubu Młodych Pisarzy im. Stanisława Czernika w Kielcach. Pełnił w nim m.in. funkcję wiceprzewodniczącego. Od 1986 jest zrzeszony w Związku Literatów Polskich. Przez jedną kadencję pełnił funkcję sekretarza Zarządu Kieleckiego Oddziału ZLP i był delegatem na Zjazd Krajowy.
W latach 2004–2006 był redaktorem naczelnym Świętokrzyskiego Magazynu Kulturalno – Artystycznego „Dedal”. Ponadto współpracował z redakcjami – miesięcznika krajoznawczego „Nasza Baba Jaga”, wydawanego w Kielcach oraz Ilustrowanego Miesięcznika Społeczno-Kulturalno – Artystycznym „Radostowa” wydawanego w Starachowicach. W latach 2011–2015 społecznie pełnił funkcji sekretarza redakcji Świętokrzyskiego Kwartalnika Literackiego oraz sekretarza redakcji wydawanego w Kielcach miesięcznika kulturalno – artystycznego Wici.Info. Jego utwory literackie publikowane były m.in.: w „Radarze”, Magazynie „Słowa Ludu”, „Kulturze”, „Tu i Teraz”, „Życiu Literackim”, „Przemianach”, „Na Przełaj” i „Okolicach”.

### Praca i kariera dziennikarska
Jako dziennikarz zadebiutował w 1979 r. w kieleckiej popołudniówce „Echo Dnia”. Od tego czasu w różnych latach współpracował z wydawanymi w Kielcach gazetami: „Słowo Ludu”, „Echu Dnia” „Przemiany”, pracując jednocześnie w innych zawodach.
W latach 1986–1997 był zatrudniony na etacie dziennikarza – publicysty w dziennikach: m.in. „Echo Dnia”, „Słowo Ludu”, „Gazeta Kielecka”, „Postscriptum”, „Kieleckie Aktualności Tygodnia”, „Kalejdoskop Tygodnia”. Był stałym współpracownikiem m.in.: Kuriera Polskiego, „Dziennika Radomskiego”, miesięcznika „Plotkarka” „Inspiracje”, „Nowych Książek”, „Expressu Wieczornego”, „Sztandaru Młodych”, „Gazety Młodych”, miesięcznika „Okolice”, tygodnika „Nasze Kielce” i publicystą kwartalnika „Świętokrzyskie”. W latach 1992–1997 był stałym korespondentem i komentatorem z Sejmu i Senatu dla gazet m.in.: „Echa Dnia, „Słowa Ludu”, „Gazety Kieleckiej”.
Od 1997 do 2000 r. prowadził działalność gospodarczą pod nazwą Agencja Usług Wydawniczo–Dziennikarsko–Reklamowych A. Piskulak. Po przerwie spowodowanej ciężką chorobą kontynuował ją w latach 2008–2016 pod nazwą Agencja Usług Dziennikarskich Apis–Press. W ich ramach był redaktorem naczelnym wydań kieleckich „Kuriera Polskiego”, „Gazety Zagnańskiej”, „Kuriera Masłowskiego”, „Wiadomości Chęcińskich”, „Głosu Nowin”, miesięcznika społeczno-kulturalnego „Gazeta Staropolska”. W latach 2010–2012 był animatorem dziennikarskim w Fundacji Nowe Media w Warszawie. Od 2010 należy do Stowarzyszenia Dziennikarzy Rzeczypospolitej Polskiej, pełnił funkcję sekretarza Zarządu Kieleckiego Oddziału i członka Sądu Koleżeńskiego. W latach 2006–2022 był dziennikarzem Katolickiej Agencji Informacyjnej.

### Praca zawodowa
Pracował jako tokarz w latach 1979–1980 w Ośrodku Transportu Leśnego w Zagnańsku. Od 1980 do 1986 był pracownikiem Polskich Kolei Państwowych, m.in.: odprawiaczem pociągów, dyspozytorem wagonowym i dyspozytorem ds. transportów wojskowych. W latach 1986–1989 był dyrektorem Gminnego Ośrodka Kultury w Zagnańsku. W 1990 r. pracował jako instruktor kulturalno-oświatowy w Młodzieżowym Centrum Kultury w Kielcach.

### Działalność społeczna
W 1980 r. był działaczem Niezależnego Samorządnego Związku Zawodowego „Solidarność” na Stacji PKP Kielce. W latach 2003–2005 pełnił funkcję wiceprezesa Towarzystwa Przyjaciół Sztuki Pięknych w Kielcach. Od 2012 r. jest sekretarzem Stowarzyszenie Plus Minus 50.

## Publikacje

### Tomiki wierszy
- Kluczem do baśni może wytrych Kielce, 1980 Biblioteka Świętokrzyska;
- Po trzeciej zmianie wyd. Wydawnictwo Łódzkie, Łódź, 1985, ISBN 83-218-0450-0 – (nagrodzony ogólnopolską nagrodę literacką im. Ryszarda Milczewskiego – Bruno);
- Z gwiazdozbioru oczu wyd. Biblioteka Poetycka KKMP im. Stanisława Czernika w Kielcach, Kielce 1989;
- Dąb jak chłop, wyd. STON 2, Kielce 2003, ISBN 978-83-7273-09-78.
- Poezjoborze wyd. Agencja Reklamowo-Wydawnicza „Mediateka, Kielce 2004 (wyróżniony w ogólnopolskim konkursie im. Stefana Żeromskiego w 2003 roku), ISBN 83-915215-8-3.
- Li®tania wyd. „JP” Kielce 2005, ISBN 83-60166-10-2.
- Eremyk wyd. Oficyna Wydawnicza „STON 2” 2009, ISBN 978-83-7273-387-0.
- Lirobranie, wyd. Stowarzyszenie Bibliotekarzy Polskich Zarząd Okręgu w Kielcach 2015, ISBN 978-83-60108-65-9. Wydawnictwo współfinansowane ze środków Województwa Świętokrzyskiego
- Kobiety poranne/Donne mattiniere – dwujęzyczny (w języku polskim i włoskim) tomik poetycko-malarski, Kalabria 2021, ISBN 978-83-62087-01-3
- Religijlirnik, Kielce 2021, ISBN 978-83-62087-03-7
- Pepezał - Obrzędy i zwyczaje w słowie i na obrazie, Morawica 2023, ISBN 978-83-62087-08-2

### Powieści
- W imię ojca, Wydawnictwo „Vena – Studio”, Kielce 2006 ISBN 83-924160-0-7.
- Wincenty i Kadłubek, Zagnańsk 2020, ISBN 978-83-62087-00-6
- Basztar, Wydawnictwo Jedność, Kielce 2021 ISBN 978-83-62087-05-1
- Szermętowski vel Szermentowski (powieść biograficzna o Józefie Szermentowskim),  Zagnańsk 2022, ISBN 978-83-62087-07-5

### Sztuki teatralne
- Pozytywne życie – opublikowana w Świętokrzyskim Kwartalniku Literackim nr 1 – 2 w 2007 r.
- Plusiak, Zmartwychprzybyły, Bagnet "1920 (Utwory sceniczne), Kielce 2021, ISBN 978-83-62087-02-0

### Wydawnictwa książkowe i audio
- Agwazja – katalog poetycko – graficzny, Kielce, 1981;
- Milenium Świętokrzyskie – Cywilizacja Krzyża wyd. Oficyna Wydawnicza „Radostowa” 2008, ISBN 978-83-88434-58-6, album dziennikarsko–fotograficzny;
- Od słowa do słowa – wybór wywiadów, Wydawnictwo Jedność, Kielce, 2019, ISBN 978-83-8144-172-8;
- Zesłańcy, (Wspomnienia łagierników), Kielce 2021, ISBN 978-83-62087-04-4
- Świat jest zawsze obok. Biografia literacka Edwarda Zymana. Wydawnictwo Jedność, Kielce, 2021, ISBN 978-83-8144-651-8
- Losy poetów Gołoborza, aneks do reprintu „Gołoborze” (Poezje, Kielce 1938), Wydawnictwo „U Poety” Kielce, 2006 r. ISBN 83-89027-32-1, ISBN 83-89027-33-X;
- Słowa do hymnu pt. Maryjo do Syna swojego nas prowadź, który opublikowany został w książeczce do modlitwy w rodzinie, w pomocach duszpasterskich oraz w okolicznościowym Mszale na czas Peregrynacji Kopii Obrazu Matki Bożej Częstochowskiej przez Wydawnictwo Jedność w 2007 r.. Nagrany został na płycie DVD w Wydawnictwie Jedność, w 2008 r.

### Antologie

#### Wiersze w wydawnictwach książkowych
- Debiuty poetyckie, Warszawa, 1981;
- Rysopis, Warszawa, 1984;
- Wigilie, Kielce, 1984;
- Wigilie polskie, Kielce 1990;
- Bazar 5, Kielce, 1993 ISBN 83-901132-0-1
- Antologia prozy, poezji i eseju, Kielce, 2004;
- Zostałeś w nas, Kielce, 2005; ISBN 83-7442-125-8;
- Słowa – Wota, Starachowice, 2005, ISBN 83-88434-85-3;
- Kielce w słowie i obrazie, Kielce, 2007, ISBN 978-83-7273-217-0;
- Pamięć o nich trwa – ludzie w regionie świętokrzyskim i w poezji, Kielce, 2009, ISBN 978-83-61852-02-5;
- Lament katyńsko – smoleński, antologia wierszy o ofiarach katastrofy lotniczej pod Smoleńskiem, Starachowice, 2010;
- Hommage à Paweł Pierściński, Kielce, 2017, ISBN 978-83-939334-7-1;
- Nasza niepodległa. Kielce, 2018, ISBN 978-83-7273-917-9;
- W poszukiwaniu wyobraźni - Almanach Mieleckiej Grupy Literackiej "Słowo" TMZZM. Mielec, 2021. ISBN 978-83-931938-1-3
- Klechdy świętokrzyskie, Warszawski Klub Przyjaciół Ziemi Kieleckiej, Warszawa, 2022. ISBN 978-83-9665-28-0-5
- Książę z Piórkowa, Warszawski Klub Przyjaciół Ziemi Kieleckiej, Warszawa, 2023. ISBN 978-83-966528-3-6
- Świętokrzyski Ulisses, Warszawski Klub Przyjaciół Ziemi Kieleckiej, Warszawa, 2024, ISBN 978-83-966528-4-3
- The International Competition In the Spiryt of Strzelecki, Sydney - Perth 2024, ISBN 978-0-6483982-2-6
- Wczoraj, dziś, jutro..., Antologia 40-lecia Kieleckiego Oddziału ZLP, Kielce 2024, ISBN 978-83-911197-9-2

#### Eseje w wydawnictwach zbiorowych
- Owocny trud scalania, Mosty z papieru, Toronto – Rzeszów, 2010, ISBN 978-0-921724-17-5; ISBN 978-83-60678-17-6;
- Nogi same poniosły mnie do… MDK, Całe życie cwał Stanisława Rogali – Kielce, 2018, ISBN 978-83-62522-44-6.
- W świecie poezji Edwarda Zymana. Światy poetyckie Edwarda Zymana, „Akcent” (3/2020)
- W imię przyjaźni - wspomnienie o Edwardzie Zymanie, "Fraza" 1-2/2023

### Posłowiaiprzedmowy
W swym dorobku ma także liczne recenzje krytyczno – literackie opublikowane w czasopismach oraz posłowia i przedmowy do książek wydanych przez innych autorów. Są to m.in.:
- Łkające słowa pozdrawiają Iłżę – posłowie do tomu wierszy, Pozdrawiam cię Iłżo, Juliana Bartosika, Kielce, 2010, ISBN 978-83-61240-41-9;
- O potrzebie przekazania poetyckiego przesłania – posłowie do tomu wierszy, Na nowińską strofę, Lidii Jędrocha, Sitkówka – Nowiny, 2010, ISBN 978-83-931736-0-0
- Poetyckie studium wyrażone aż do bólu – posłowie, do tomu wierszy Treny, obrazy bólu, Bogumiły Izabeli Skóra, Kielce, 2012, ISBN 978-83-61240-70-9
- W poszukiwaniu początku swojej starości – przedmowa do powieści Starość zaczęła się wczoraj, Jan Chruśliński, Wyd. I, II i III Kielce, 2013, ISBN 978-83-61240-31-0; ISBN 978-83-7273-891-2
- Poetycki ogląd niełatwego życia – posłowie do tomu wierszy Ogląd mojego świata, Heleny Machlarz, Majdan Sielec, 2017, ISBN 978-83-946789-0-6
- Posłowie do książki wspomnieniowej Tak było, Heleny Machlarz, Majdan Sielec, 2018, ISBN 978-83-946789-3-7;
- Przedmowa do tomu wierszy Zgubione wartości, Elżbiety Gacek, Kielce 2018, ISBN 97-883-881-61-599
- Posłowie do tomiku wierszy Szmaragdy, Aleksandry Piguły, Mielec 2020, ISBN 978-83-935500-5-0
- Posłowie do tomiku I dzień się nachylił, Danieli Kowalskiej. Morawica 2023, ISBN 978-83-65019-77-6
- Posłowie do powieści Anny Błachuckiej Rodem z Kozłowa, Wydanie I i II poprawione, Małogoszcz 2024, ISBN 978-83-943700-6-0; ISBN 978-83-970520-0-0

## Odznaczania, nagrody i wyróżnienia

### Odznaczenia państwowe i resortowe
- Brązowy Krzyż Zasługi (1989),
- Złoty Krzyż Zasługi (2013),
- Brązowy Medal Zasłużony Kulturze Gloria Artis 2017,

### Nagrody
- Ogólnopolska Nagroda Literacka im. Ryszarda Milczewskiego-Bruno – nagroda za wiersze z tomiku „Po trzeciej zmianie” (1986);
- Ogólnopolski Konkurs Literacki im. Stefana Żeromskiego – wyróżnienie za tomik „Poezjoborze” (2003):
- Świętokrzyska Nagroda Kultury ‘2010. Przyznał Marszałek Województwa Świętokrzyskiego w 2010 r.:
- Nagroda Prezydenta Kielc(2011) – za działalność artystyczną i upowszechnianie kultury;
- Doroczna Nagroda w Dziedzinie Kultury Powiatu Kieleckiego za rok 2010 (2011);
- Nagroda Okolicznościowa Ministra Kultury i Dziedzictwa Narodowego (2014);
- Nagroda Miasta Kielce za rok 2016 (2017);
- Nagroda Menora Przyjaźni 2017 – przyznana przez Stowarzyszenie im. Jana Karskiego;
- Stypendysta Ministra Kultury i Dziedzictwa Narodowego w 2018 r. i 2022 r.

### Wyróżnienia w konkursach literackich i dziennikarskich
- Konkurs Poetycki „O Puchar Czarnoleskiego Miodu” w ramach VIII Radomskiej Wiosny Literackiej (1981) – II nagroda;
- X Ogólnopolski Konkurs Poetycki „O Świętokrzyską Lirę Poezji” (1983), II nagroda, nagroda, „Przemian”, nagroda publiczności.
- Regionalny konkurs dziennikarski pn. „Ludzie z Kapitałem” zorganizowany przez Świętokrzyskie Biuro Rozwoju Regionalnego – Biuro Programu Operacyjnego Kapitał Ludzki (2012) – wyróżnienie.